# Upplands runinskrifter 937
Upplands runinskrifter 937 står idag med en rad andra runstenar i Universitetsparken i Uppsala. Ursprungligen kommer runstenen dock från Funbo socken. Runslingan har formen av en runorm där inskriften börjar vid svansen och slutar vid huvudet av rundjuret. Ornamentet mitt på ristningsytan är en så kallad trikvetra, tolkad som en treenighetssymbol.
Runstenen U 991, som idag återfinns i Broby, har ordagrant samma inskrift och en snarlik ornamentik med U 937, vilket tyder på att de är skapade av samme runristare. Sannolikt har även U 937 ursprungligen stått vid runstensbron som korsar Lillån i Broby.

## Inskriften

### Inskriften i runor
ᚦᛁᛅᚴᚾ᛫ᛅᚢᚴ᛫ᚴᚢᚾᛅᚱ᛫ᚱᛅᛁᛋᛏᚢ᛫ᛋᛏᛅᛁᚾᛅ
ᛅᚠᛏᛁᛦ᛫ᚢᛅᚱ᛫ᛒᚱᚢᚦᚢᚱ᛫ᛋᛁᚾ
Translitterering av runraden:
× þiak(n) × auk × kunar × raistu × stana × aftiʀ × uaþr × bruþur sin ×
Normalisering till runsvenska:
Þiagn ok Gunnarr ræistu stæina æftiʀ Veðr, broður sinn.
Översättning till nusvenska:
Tägn och Gunnar reste stenarna efter Väder sin broder."

## Historia
Runstenen U 937 ristades på 1000-talet. Den hittades 1875 mellan S:t Persgatan och Klostergatan i väggen till ett fransciskankloster.
Formuleringen "reste stenarna" visar att U 937 ingått i ett runstensmonument bestående av flera stenar. Att monumentet funnits i Funbo socken vet man, eftersom runstenen U 991 med liktydande text och liknande ornamentik står kvar där. I Funbo står även U 990, som bröderna Väder, Tägn och Gunnar lät resa till minne av sin far Hörse. U 999, också i Funbo, är rest av fadern Hörse och hans bror Kättil till minne av deras far Tägn.

## Bildgalleri

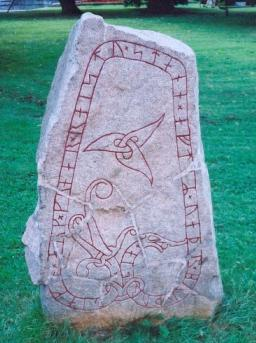
U 937 år 2003
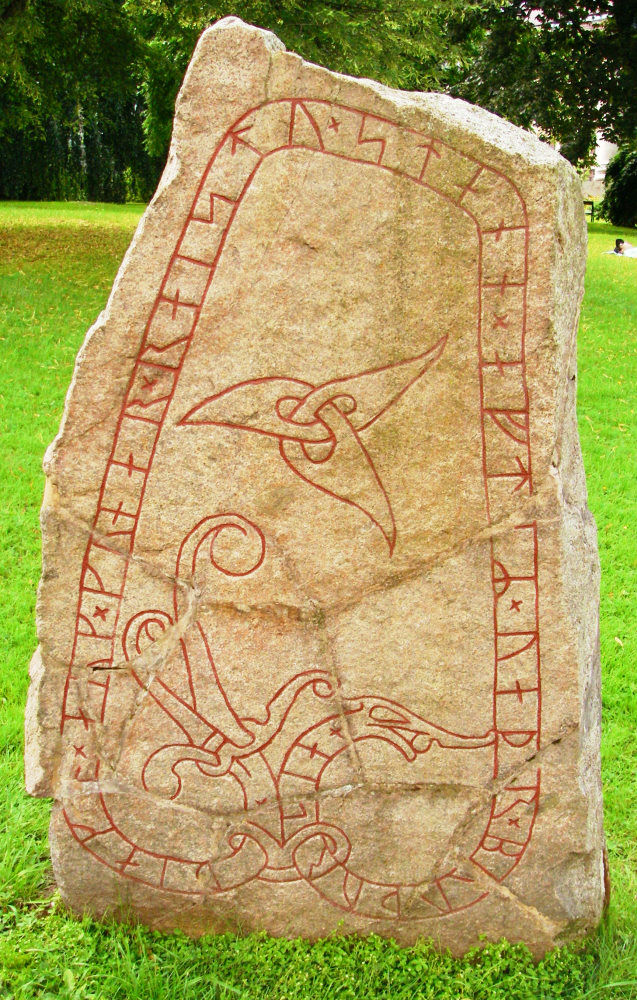
U 937 år 2009
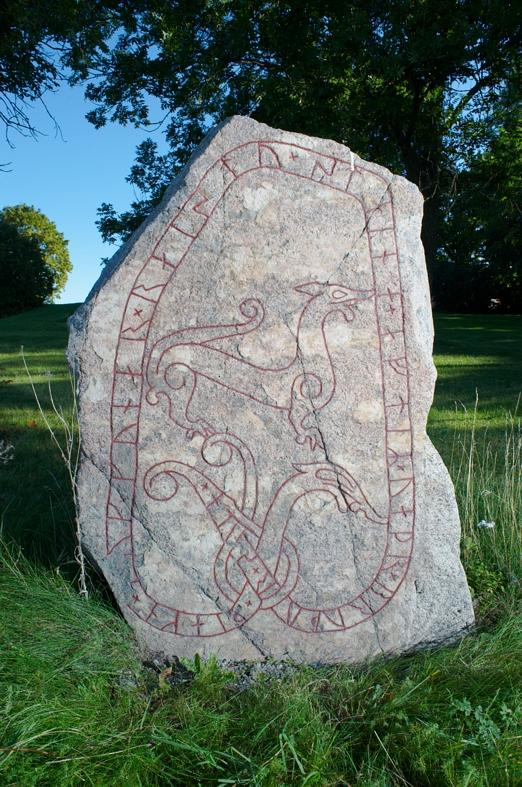
U 991 - den liknande stenen i Funbo